# Кьомонте
Кьомонте (итал. Chiomonte) — город (коммуна) в Италии. Расположен в провинции Турин региона Пьемонт.
Население составляет 931 человека (2011 г.), плотность населения составляет 35 чел./км². Занимает площадь 26,7 км². Почтовый индекс — 10050. Телефонный код — 0122.
Покровителем коммуны почитается святой Себастьян, празднование 20 января.

## Демография
Динамика населения:

## Администрация коммуны
- Официальный сайт: http://www.comune.chiomonte.to.it/